# الحرب الإنجليزية الميسورية الثالثة
كانت الحرب الأنجلو-ميسورية الثالثة (1790 – 1792) صراعًا عسكريًا في جنوب الهند بين مملكة ميسور من جهة، وشركة الهند الشرقية البريطانية ومملكة ترافنكور وإمبراطورية ماراثا وسلالة نظام الملك لدولة حيدر أباد من جهة أخرى. كانت هذه الحرب هي الثالثة من بين أربعة حروب إنجليزية ميسورية.

## خلفية
كان السلطان تيبو حاكم مملكة ميسور ووالده حيدر علي من قبله قد حاربا مرتين ضد قوات شركة الهند الشرقية البريطانية. انتهت الحرب الأنجلو-ميسورية الأولى التي حدثت في ستينيات القرن الثامن عشر بشكل غير حاسم، وذلك ببنود في اتفاقية السلام تشمل وعودًا بالمساعدة المشتركة في الصراعات القادمة. أدى امتناع البريطانيين عن مساعدة ميسور في صراعها ضد إمبراطورية ماراثا والنشاطات الأخرى الداعمة لأعداء ميسور إلى نشوء حقد ضد البريطانيين لدى حيدر علي. كان السلطان تيبو شخصية مثيرة للجدل، وتعرض لانتقادات بسبب قمعه للهندوس والمسيحيين.
يصف عدد من المصادر المستقلة مجازر بحق المسيحيين والهندوس، إضافة إلى السجن التعسفي والإكراه على التحول إلى الإسلام والختان الإجباري للهندوس (مثل جماعة كودافا في كورغ والناير في مالابار) والمسيحيين (مثل كاثوليك مانغلور) وتدمير الكنائس والمعابد، تُستخدم جميع هذه الأحداث كأدلة على التعصب الديني لتيبو. تدعي الرسائل الشخصية التي كتبها السلطان تيبو بنفسه أنه كان يحارب في حرب دينية (جهاد على حسب تعبيره) ضد الهندوس والمسيحيين؛ وهو عنصر اجتماعي ديني شديد الأهمية كان غائبًا لدى الأطراف المعادية للجيوش الماراثية والبريطانية. لكن كل ذلك قد يكون مجرد حركة سياسية وقد تكون هذه الادعاءات مبنية على أدلة مغلوطة. خلال الحرب تضرر دير سرينغيري. أمر تيبو بإصلاح المعبد. كان دير سرينغيري تحت رعاية الحكام -الهندوس منهم والمسلمين- منذ إنشائه. تابع تيبو هذا التقليد وحافظ على علاقة جيدة مع الدير، مرسلًا إليها هدايا قيمة ومقدمًا لها أراضي معفية من الضرائب. في الواقع، أبدى تيبو في مراسلاته احترامًا كبيرًا لكاهن المعبد، مخاطبًا إياه باسم «جاغادغورو» أو «حاكم العالم».
بسبب نفوذه الكبير، كان من الطبيعي أن يكون المعبد ثريًا، ويُعتقد أن هذا الثراء كان سبب طمع الماراثيين الذين نهبوه خلال المعركة بعد أن بدأوا بالانسحاب، وهي المرة الأولى التي يشهد فيها المعبد كارثة كهذه خلال تاريخه البالغ آلاف السنوات. جرد مرتزقة البينداري التابعون للماراثيين الدير من ثروته الضخمة، وقتلوا العديد من البراهمة ودنسوا تمثال الإلهة شارادا الراعية للمعبد. بعد الهجوم، كتب كاهن المعبد الذي نجا من الهجوم رسالة مستعجلة إلى تيبو طالبًا منه المساعدة في إعادة بناء تمثال شارادا. رد تيبو باستياء وغضب، كاتبًا باللغة السنسكريتي «ينفذ الأشخاص الأفعال الشريرة بابتسامة لكنهم سوف يدفعون الثمن بعذاب شديد». أعد السلطان أيضًا تدابير مالية لإعادة تنصيب الإلهة شارادا كراعية للمعبد وأرسل هدايا لتمثالها. وفقًا لعدد من المؤرخين الوطنيين، يُعتقد أن عدو تيبو اللدود (البريطانيين) هم من نشر الإشاعات المضللة القائلة إن السلطان لم يكن حاكمًا متسامحًا.
بعد أن سيطر البريطانيون على مرفأ ماهي التابع للفرنسيين عام 1779، بدأ حيدر -الذي كان يتلقى المعدات العسكرية عبر هذا المرفأ وكان قد وضعه تحت حمايته- الحرب الأنجلو-ميسورية الثانية. اتهت هذه الحرب بتوقيع آخر اتفاقية سلام بريطانية هندية تضع الحاكم الهندي على قدم المساواة مع البريطانيين، وهي اتفاقية مانغلور التي أعادت المنطقة إلى الوضع السابق للحرب تحت شروط وجدها مسؤولو شركة الهند الشرقية البريطانية مثل وارن هيستينغز شديدة الإجحاف بحق الشركة. حافظ السلطان تيبو، الذي ورث الحكم بعد موت أبيه في ديسمبر 1782، على حقد واضح تجاه البريطانيين، وأعلن بعد فترة قصيرة من توقيع اتفاقية عام 1784 أنه ينوي متابعة القتال ضدهم عندما تسنح الفرصة لذلك. رفض تحرير الأسرى البريطانيين المعتقلين خلال الحرب على الرغم أن ذلك كان بندًا من بنود اتفاق السلام. وطد السلطان تيبو علاقته بعلي راجا بيبي جونومابي الثاني ومجتمع مابيلا المسلم في منطقة خاضعة لحكم زمورين إمبراطورية كاليكوت، أدى ذلك إلى توسيع دائرة النفوذ الخاصة بسلطنة ميسور.
أصبح الجنرال البريطاني تشارلز الإيرل الثاني كورنواليس الحاكم العام للهند والقائد الأعلى لشركة الهند الشرقية عام 1786. في حين ألغى رسميًا الاتفاق مع ماراثا وحيدر أباد بعد خرقهما معاهدة عام 1784، حاول بشكل غير رسمي الحصول على دعمهما أو على الأقل وقوفهما موقف الحياد في حال وقوع صراع عسكري مع ميسور.

## الأحداث المؤدية إلى الحرب
في عام 1788، سيطرت الشركة على سيركار جونتور، وهو القطاع الإداري الواقع في الطرف الجنوبي من السيركارات الشمالية التي كانت الشركة قد حصلت عليها من خلال اتفاقيات سابقة مع نظام حيدر أباد. لقاء ذلك، قدمت الشركة للنظام كتيبتين من قوات الشركة. أدى هذان القراران إلى وضع القوات البريطانية إلى جوار ميسور، كما أنها ضمنت دعم النظام للبريطانيين في حال وقوع صراع مسلح.
كانت مملكة ترافنكور هدفًا للسلطان تيبو الذي حاول الحصول عليها أو احتلالها منذ نهاية الحرب السابقة. فشلت المحاولات غير المباشرة للسيطرة على المملكة في عام 1788، كما حذر الأرشيبالد كامبل رئيس مدراس في ذلك الوقت السلطان تيبو من أن أي عدوان على ترافنكور سوف يُعامل معاملة إعلان الحرب على الشركة. أثار راجا ترافنكور أيضًا غضب تيبو من خلال توسيع التحصينات على امتداد الحدود مع كوشين وصولًا إلى أراضي اعتبرتها ميسور عائدة إلى الدولة التابعة لها، إضافة إلى شراء حصنين من شركة الهند الشرقية الهولندية في مملكة كوشين، وهي دولة خاضعة لحكم سلطنة ميسور وتدفع لها مبالغ مالية بدل الحماية.
في عام 1789، أرسل السلطان تيبو قواته إلى ساحل مليبار بهدف إخماد تمرد هناك. هرب الكثيرون إثر تقدم قوات السلطان إلى مملكة ترافنكور المستقلة عن ميسور ومملكة كوشين التابعة لتيبو. بهدف ملاحقة الهاربين، بدأ تيبو في خريف عام 1789 بحشد قواته في كويمباتور تحضيرًا للهجوم على نيدومكوتا، وهو خط دفاعي محصن بناه الدارما راجا الحاكم لترافنكور لحماية أرضه. راقب كورنواليس هذه التحضيرات، وأخبر جون هولاند خليفة كامبل أن الهجوم على ترافنكور يجب أن يعتبر إعلانًا للحرب، وبالتالي يجب أن يقابله رد بريطاني قوي. أدرك تيبو أن هولاند لم يكن ضابطًا عسكريًا خبيرًا مثل كامبل، كما أنه لم يملك العلاقة المقربة التي امتلكها كامبل مع كورنواليس (إذ خدم الضابطان معًا في أمريكا الشمالية خلال حرب الاستقلال الأمريكية)، لذلك يبدو أنه وجد هذا الوقت مناسبًا للهجوم.